# Sällskapet för moderata kvinnors historia
Sällskapet för Moderata Kvinnors Historia (MKH) bildades år 2001 med syftet att sprida kunskap om moderata kvinnors insatser genom att initiera, stödja och stimulera forskning, bidra till att sprida skrifter och på olika sätt hålla kunskapen om moderata kvinnors arbete levande.  
Berättar ingen vet man inte att det har hänt! Den ingen talar om glöms bort!
Historikern och forskaren fil. dr. Stina Nicklasson är Sällskapets förebild och inspiratör. 
2011 firades att det är 100 år sedan Moderata Kvinnoförbundet i Stockholm bildades och Sällskapets 10 år.
Sällskapets första ordförande var Ingegerd Troedsson, därefter hedersordförande. Nuvarande ordförande är Ann-Cathrine Haglund